# Eisenach

Eisenach (nemška izgovarjava: [ˈaɪzənax] ()) je mesto v Turingiji v Nemčiji z 42.000 prebivalci, ki leži 50 kilometrov zahodno od Erfurta, 70 km jugovzhodno od Kassla in 150 km severovzhodno od Frankfurta. Je glavno urbano središče zahodne Turingije in obmejnih severovzhodnih hessenskih regij, ki leži blizu nekdanje meje z Vzhodno Nemčijo. Glavna znamenitost je grad Wartburg, ki je od leta 1999 na Unescovem seznamu svetovne dediščine.
Eisenach je bil zgodnja prestolnica Turingije v 12. in 13. stoletju. Sveta Elizabeta je tu živela na dvoru Ludowingov med letoma 1211 in 1228. Kasneje je v Eisenach prišel Martin Luther in prevedel Sveto pismo v nemščino. Leta 1685 se je tu rodil Johann Sebastian Bach. V zgodnjem novem veku je bil Eisenach rezidenca Ernestine Wettins in so ga obiskovali številni predstavniki weimarskega klasicizma, kot je Johann Wolfgang von Goethe.  :22–25  Leta 1869 je SDAP, ena od dveh predhodnic socialdemokratske stranka Nemčije (SPD) je bila ustanovljena v Eisenachu.
Proizvodnja avtomobilov je pomembna industrija v Eisenachu. Automobilwerk Eisenach je bil ustanovljen leta 1896. V Nemški demokratični republiki so tukaj izdelovali model avtomobila Wartburg, preden je tovarno leta 1990 kupil Opel.
Eisenach leži ob reki Hörsel, pritoku Werre med Turinškim gozdom na jugu, gorovjem Hainich na severovzhodu in višavjem Vzhodni Hessen na severozahodu. Od januarja 2021 je del okrožja Wartburg.

## Zgodovina

### Srednji vek
Izvor in zgodnja zgodovina Eisenacha nista znana. Frankovska naselbina iz 8. stoletja v bližini griča Petersberg velja za jedro Eisenacha. Vendar o tem zgodnjem obdobju ni pisnih virov. Po legendi je Ludvik Springer začel leta 1067 nad naseljem postavljati grad Wartburg.:139
Leta 1080 je bil grad prvič omenjen v Saški kroniki. Sam Eisenach je sledil v dokumentu iz leta 1150, kjer je bil omenjen kot Isinacha.   V 1180-ih je bilo mesto ustanovljeno z izgradnjo treh neodvisnih tržnih naselij okoli sobotne tržnice (današnji Karlsplatz), sredina tržnica (današnji Frauenplan) in ponedeljkova tržnica (današnji Marktplatz). Zaradi svoje ugodne lege na ozkem grlu med Turinškim gozdom na jugu in gorovjem Hainich na severu je Eisenach imel koristi od znatne trgovine med zahodom in vzhodom vzdolž Via Regia od Frankfurta do Erfurta in Leipziga ter postal bogato trgovsko mesto. V drugi polovici 12. stoletja je bilo postavljeno mestno obzidje (pomemben relikt tega obzidja je Nikolaitor (Nikolajeva vrata)) in Eisenach je dobil načrtno mrežo ulic in poti. V poznem 12. stoletju je Wartburg postal glavno prebivališče Ludowingov, s čimer je Eisenach postal vodilni kraj v današnji zahodni Turingiji in severnem Hessnu, ki je prav tako pripadal deželni grofiji Ludowingov. Leta 1207 naj bi se na gradu Wartburg zgodil legendarni Sängerkrieg (tekmovanje med ministranti (Minnesänger)).
Leta 1221 se je sveta Elizabeta poročila z deželnim grofom Ludvikom IV. in do leta 1228 živela v Eisenachu oziroma na gradu Wartburg.  Kasneje je postala pokroviteljica Turingije in Hessna.
Leta 1247 so Ludowingi izumrli, kar je privedlo do vojne za turingijsko nasledstvo med Wettinci in vojvodinjo Sophie Brabantsko. Posledično je prišlo do razdelitve deželnega grofovstva. Eisenach in vzhodni deli so pripadli Wettincem (kasneje Turingija), Kassel, Marburg in zahodni deli pa Sophie (kasneje Hessen). Eisenach je obdržal vodilni položaj med wettinškimi turinškimi mesti, ko je postal njihov Oberhof (glavno sodišče), tako da je moralo njihovo pravo izhajati iz občinskega prava Eisenacha in tukaj je bilo treba reševati spore. Samozavestni meščani Eisenacha so se med letoma 1306 in 1308 borili proti vladavini Wettincev, da bi postali svobodno cesarsko mesto, a so izgubili. V 14. stoletju so sledile različne krize: leta 1342 je velik požar uničil skoraj vse stavbe, črna smrt pa je pobila številne prebivalce v letih 1349 in 1393. Od leta 1406 Eisenach ni bil več rezidenca Wettincev, kar je povzročilo upad urbanega razvoja. Leta 1485 je pri »delitvi Leipziga« mesto pripadlo ernestinski liniji Wettincev.

### Zgodnje moderno obdobje
Med letoma 1498 in 1501 je mladi Martin Luther obiskoval latinsko šolo sv. Jurija v Eisenachu in se pripravljal na naslednji študij na Univerzi v Erfurtu. Leta 1521/22 ga je Friderik Modri skril na grad Wartburg, da bi ga zaščitil pred cesarsko prepovedjo. Takrat je Luther prevedel Novo zavezo iz grščine v nemščino, kar je bil pomemben korak tako za nemško reformacijo kot za razvoj doslednega nemškega knjižnega jezika.
Luther je Eisenach imenoval ein Pfaffennest (klerikalno zaledje), saj je bilo v njegovem času tam 300 menihov in redovnic na 1000 prebivalcev.
Leta 1525 so na tem območju med Bauernkriegom (kmečki upor) potekali hudi boji. Leta 1528 je bila v Eisenachu izvedena luteranska reformacija. Leta 1596 je Eisenach ponovno postal vojvodska rezidenca za hišo Saška-Eisenach.
Johann Sebastian Bach se je rodil v Eisenachu leta 1685. Njegov oče Johann Ambrosius Bach je takrat delal tukaj kot glasbenik. Drugi znani skladatelji in glasbeniki, povezani z Eisenachom v tem obdobju, so bili Johann Pachelbel, Johann Christoph Bach in Georg Philipp Telemann. Ko so vojvode Eisenacha leta 1741 izumrli, sta mesto in dežela postala del Saške-Weimaa.   Kljub temu je kulturno življenje ostalo neokrnjeno. Družabnost okoli pesnice Julie von Bechtolsheim se je v Eisenachu srečala z znanimi osebnostmi, kot sta Johann Wolfgang von Goethe in Christoph Martin Wieland.
Od leta 1809 do 1918 je bil Eisenach del vojvodine (po letu 1815 Velikega vojvodstva) Saška-Weimar-Eisenach.

### Po letu 1815
Leta 1817 je v Eisenachu potekal festival Wartburg, srečanje študentov, ki so zagovarjali premike v smeri bolj liberalne, ustavne države in združitve Nemčije. Industrijska revolucija se je v Eisenachu začela relativno zgodaj. Že v prvi polovici 19. stoletja so bile ustanovljene prve tovarne. Leta 1847 je bil Eisenach povezan s turinško železnico z Erfurtom in Halle/Leipzigom na vzhodu ter leta 1849 s Kasslom in Frankfurtom na zahodu. Leta 1858 je bila odprta železnica Werra do Lichtenfelsa (in naprej do Nürnberga).
Avgusta 1869 sta vodilna socialista August Bebel in Wilhelm Liebknecht ustanovila SDAP, eno od dveh predhodnic današnje SPD v Eisenachu.  Eisenaški program je ostal glavni manifest stranke v naslednjih letih. Konec 19. in začetek 20. stoletja je bilo obdobje z najhitrejšo urbano rastjo v Eisenachu. Fahrzeugfabrik Eisenach (FFE), pozneje Automobilwerk Eisenach, osnova proizvodnje avtomobilov v Eisenachu, je bila ustanovljena leta 1896, prvi tramvaji so vozili leta 1897, Burschenschaftsdenkmal (spomenik bratovščine) je bil postavljen leta 1902 in muzej J. S. Bacha odprt leta 1907. V tem času so začeli prihajati tudi turisti, ki jih je pritegnila prijetna pokrajina in različne znamenitosti v mestu.
Med letoma 1860 in 1938 je Eisenach gostil eno največjih judovskih skupnosti v Turingiji s skoraj 500 člani na začetku 20. stoletja. Številni Judje so se iz območja Rhöna okoli Stadtlengsfelda preselili v Eisenach po svoji emancipaciji v začetku 19. stoletja. Nova sinagoga je bila zgrajena leta 1885 in so jo nacisti med Kristalno nočjo novembra 1938 uničili. Večina Judov se je takrat izselila, drugi so bili deportirani v koncentracijska taborišča in tam pomorjeni. V času nacistične Nemčije je v Eisenachu ustanovilo enajst nemških protestantskih cerkva na pobudo nemškega krščanskega gibanja Inštitut za preučevanje in odpravo judovskega vpliva na nemško cerkveno življenje, inštitut za antisemitsko propagando.
Pred drugo svetovno vojno je Bayerische Motoren Werke AG v mestu izdeloval motorna kolesa. V pripravah na drugo svetovno vojno so v Eisenachu zgradili nove vojašnice in avtomobilska industrija je začela s proizvodnjo vojaške opreme. Po letu 1940 je bilo okoli 4000 prisilnih delavcev (večina iz Sovjetske zveze) prisiljenih delati v mestnih tovarnah, kjer so nekateri umrli zaradi slabih delovnih pogojev. Po vojni je generalni direktor tovarne letalskih motorjev BMW, dr. Schaaf, povedal Fedden Mission, da jih v mestu dela kar 11.000, 4500 v tovarni na pobočju, kjer izdelujejo motorje BMW 132 in dele za 801, ostali v mestu. Bombardiranja med vojno so uničila približno 2000 stanovanjskih enot in velike dele avtomobilskih tovarn ter nekatere zgodovinske stavbe v središču mesta, ki so bile kmalu po vojni obnovljene. Ameriška vojska je prispela v Eisenach 6. aprila 1945, vendar so Sovjeti prevzeli nadzor nad mestom 1. julija 1945, zaradi česar je postalo najbolj zahodno večje mesto komunizma.
Eisenach je bil del NDR po letu 1949. Notranja nemška meja je potekala le deset kilometrov zahodno od Eisenacha in je bila zaprta leta 1952, kar je odrezalo dele tradicionalnega zaledja Eisenacha. Obmejna lega je zavirala nadaljnji razvoj v naslednjih 40 letih in prebivalstvo je skozi to obdobje upadalo. Kljub temu je Eisenach ostal pomembna industrijska lokacija. Tovarna avtomobilov BMW se je socializirala in pod novim imenom EMW izdelovala Wartburge, tako imenovani »mercedes vzhoda«. Poslabšanje stanja številnih zgodovinskih hiš je v 1970-ih povzročilo pomanjkanje stanovanj. Vlada se je proti temu borila tako, da je porušila nekatere zgodovinske četrti (npr. na Jakobstraße) in jih ponovno zgradila z naselji Plattenbau. Največje okrožje Plattenbau je bilo zgrajeno na severnem obrobju Eisenacha med letoma 1978 in 1985 s skoraj 4000 stanovanjskimi enotami. Leta 1975 je bil tramvajski sistem ukinjen.
Po združitvi Nemčije leta 1990 so se gospodarske razmere spremenile. Tovarno avtomobilov je prevzel Opel, številne druge tovarne pa so zaprli. Po drugi strani pa se je Eisenach preselil z notranje nemške meje v središče ponovno združene države. Turizem je doživel znatno rast in grad Wartburg je bil leta 1999 razglašen za Unescov seznam svetovne dediščine. Kljub temu je finančna situacija Eisenacha ostala težka, brezposelnost nadpovprečna, proizvodnja avtomobilov pa je trpela zaradi poslovnih težav Opla.

## Geografija
Eisenach leži na severnem robu Turinškega gozda, na nadmorski višini približno 220 m. Teren je gričevnat, proti jugu tudi gorat (do 460 m nadmorske višine), z osrednjo dolino Hörsel, ki prečka mesto v smeri vzhod-zahod. Reka Nesse se izliva v reko Hörsel v Eisenachu, potem ko je oblikovala dolino skozi gorovje Hörselberg na vzhodnem občinskem ozemlju. Severno ozemlje okoli okrožij Neunkirchen, Stregda in Hötzelsroda je razmeroma ravno in se uporablja za kmetijstvo. Približno 7 km zahodno od središča mesta teče široka dolina Werra, kjer se reka Hörsel izliva v to večjo reko blizu okrožja Hörschel. Južno občinsko ozemlje je pokrito z gozdom, tako kot nekateri manjši deli severno od reke Hörsel. Gore Hainich se začnejo 10 km severovzhodno od Eisenacha.
Eisenach ima vlažno celinsko podnebje (Dfb) ali oceansko podnebje (Cfb) po Köppnovi podnebni klasifikaciji. Poletja so topla in včasih vlažna, zime so relativno hladne. Topografija mesta ustvarja mikroklimo z večinoma ustreznim kroženjem zraka vzdolž zahodno-vzhodne doline, zaradi česar je Eisenach ob koncu 19. stoletja postal letovišče. Letna količina padavin je 831 milimetrov z zmernimi padavinami skozi vse leto. Rahlo sneži večinoma od decembra do februarja, vendar se snežna odeja običajno ne obdrži dolgo v ožji mestni dolini.

### Upravne enote
Eisenach meji na občine Krauthausen, Mihla, Lauterbach, Bischofroda in Berka vor dem Hainich na severu, Hörselberg-Hainich in Wutha-Farnroda na vzhodu ter Marksuhl, Wolfsburg-Unkeroda in Gerstungen na jugu (vse so v okrožju Wartburgkreis) in Werra-Meißner-Kreis (Hesse, občina Herleshausen na zahodu). Občinska meja med Eisenachom in Herleshausnom je bila od leta 1949 do 1990 del notranje nemške meje/železne zavese.
Občina Eisenach vključuje poleg mestnega jedra še naslednja podeželska okrožja (vsa so bila ustanovljena leta 1994): Berteroda, Göringen, Hörschel, Hötzelsroda, Madelungen, Neuenhof, Neukirchen, Stedtfeld, Stockhausen, Stregda, Wartha. Vas Fischbach je bila ustanovljena leta 1922 in je danes del ožjega mestnega jedra.

## Demografija
Eisenach je bil v srednjem veku vedno eno večjih mest v Turingiji s 4000 do 5000 prebivalci. Do leta 1800 se je število prebivalcev povečalo na 8000 in še naprej na 10.000, ko se je industrializacija začela okrog leta 1850. Leta 1875 je imelo mesto 16.000 prebivalcev, 30.000 leta 1900, 43.000 leta 1925 in več kot 50.000 leta 1940, ko je bil dosežen vrh. Tako kot večina drugih vzhodnonemških srednje velikih mest se tudi Eisenach od leta 1950 zmanjšuje število prebivalcev. Leta 1990 se je zmanjšalo na 48.000, leta 2000 na 44.000 in leta 2012 na 42.000. V zadnjih nekaj letih (2009–2012) je bila letna sprememba -0,12 %. Suburbanizacija je imela v Eisenachu le majhno vlogo. Do tega je prišlo po ponovni združitvi za kratek čas v devetdesetih letih dvajsetega stoletja, vendar Je večina primestnih območij znotraj administrativnih mestnih meja.
Tako kot v drugih mestih vzhodne Nemčije je le majhen delež prebivalstva v Eisenachu tujcev: približno 2,3 % je Nenemcev po državljanstvu, skupno 4,9 % pa jih je razvrščenih kot "migranti" (po popisu prebivalstva EU iz leta 2011). Za razliko od državnega povprečja so največje skupine migrantov v Eisenachu Vietnamci, Rusi in Ukrajinci.
Zaradi uradnega ateizma nekdanje Nemške demokratične republike je večina prebivalcev nevernih: 23,0 % je članov Evangeličanske cerkve v osrednji Nemčiji in 4,4 % katoličanov (po popisu EU leta 2011).

## Gospodarstvo
Regija okoli Eisenacha je del Turingije z najmočnejšo gospodarsko bazo.
Kmetijstvo v Eisenachu ni zelo pomembno zaradi hribovitega terena, — v primerjavi z osrednjo Turingijo bolj vzhodno — manj rodovitne zemlje in razmeroma vlažnega podnebja. Vendar pa je 43 % celotnega ozemlja občine v kmetijski rabi, večinoma kot polja s koruzo in ogrščico ali kot pašniki za govedo.
Industrijska struktura je relativno usmerjena v proizvodnjo avtomobilov. Nemški avtomobilski proizvajalec Opel je zgradil povsem novo tovarno na severozahodu mesta, potem ko je tovarna avtomobilov Wartburg leta 1991 ustavila proizvodnjo. Nova tovarna je bila odprta leta 1992. Večina drugih velikih proizvajalcev v Eisenachu služi kot dobavitelji za Opel, največji med temi je Bosch. BMW vodi tovarno v občini Krauthausen, ki dobavlja avtomobilske dele. Drug dobavitelj komponent je Truck-Lite Europe. Leta 2012 je bilo v Eisenachu skupno 19 industrijskih podjetij z več kot 20 delavci, ki so zaposlovala 5600 ljudi in ustvarila več kot 1,8 milijarde evrov prometa. Od teh zaposlenih jih 3000 dela samo za dve podjetji (Opel in Bosch), kar poudarja odvisnost Eisenacha od avtomobilske industrije.
Storitve v Eisenachu so osredotočene na turizem s 166.000 prenočitvami obiskovalcev, ki so v letu 2012 preživeli skupaj 311.000 prenočitev v hotelih. Poleg tega je veliko (večinoma nemških) enodnevnih obiskovalcev.

## Znamenitosti
Grad Wartburg je poleg Weimarja najbolj obiskana turistična znamenitost Turingije.

### Muzeji
Eisenach gosti številne muzeje:
- Bachhaus pri Frauenplanu je bila leta 1906 prvi muzej na svetu, ki je bil posvečen življenju in delu Johanna Sebastiana Bacha. Ustanovil ga je Neue Bachgesellschaft. Hiša je stara več kot 600 let in stoji blizu hiše v ulici Rittergasse, ki je neposredno za muzejem, kjer se je 31. marca 1685 rodil Bach. Leta 2007 je bila muzeju dodana razširitev in hrani več artefaktov in vrsto glasbil iz 18. in 19. stoletja.
- Lutherhaus na Lutherplatzu je ena najstarejših pollesenih stavb v Eisenachu. Tu naj bi živel Martin Luther kot učenec med šolanjem v Eisenachu od leta 1498 do 1501 kot gost družine Cotta. Stavba je bila uničena v požaru leta 1944, vendar je bila popolnoma obnovljena do leta 1966. Trenutno je ta hiša muzej z multimedijskimi eksponati, ki se nanašajo na to obdobje. Muzej je razdeljen na pet delov, ki prikazujejo Luthrovo življenje in čas ter njegove nauke.
- Automobile Welt na Friedrich-Naumann-Straße razstavlja tradicijo proizvodnje avtomobilov v Eisenachu od leta 1898. Vključuje avtomobile Wartburg iz let 1899–1991, dirkalnike AWE iz leta 1956 in klasične avtomobile BMW.[9]:147
- Muzej Thüringer znotraj palače na Marktplatzu je umetnostno-zgodovinski muzej Eisenacha in prikazuje zbirko, ki se osredotoča na porcelan in umetniške ročne izdelke.
- Reuter-Wagnerjev muzej v Reuterwegu gosti razstavo o romanopiscu Fritzu Reuterju in skladatelju Richardu Wagnerju. Ta neorenesančna hiša, ki jo je zgradil Ludwig Bohnstedt med letoma 1866 in 1868, je bila dom Fritza Reuterja, znanega pisca spodnjenemškega narečja, od leta 1868 do njegove smrti leta 1874. Reuterjevo hišo je mesto kupilo leta 1895 in spremenilo v spomenik. Istega leta je bila dodana zbirka Nicolausa Oesterleina, ki vsebuje več tisoč knjig o Richardu Wagnerju (pravzaprav celotna primarna in sekundarna literatura o Wagnerju 19. stoletja). Od leta 1997 je ta zbirka – druga največja na svetu za Bayreuthom – predstavljena na novi razstavi v pritličju, ki vključuje tudi vse gradivo o Tannhäuserju, operi, postavljeni v Wartburgu.[2]:32–33[10]

- Bachhaus
- Lutherhaus
- "Automobile Welt"
- Thüringer Museum v palači
- Reuter-Wagner-Museum
- Predigerkirche
- Goldener Löwe

### Cerkve
- Cerkev sv. Jurija (luteranska) na trgu je bila zgrajena v 12. stoletju. Cerkev, v kateri je bila poročena sv. Elizabeta, so leta 1515 porušili in nadomestili z novo stavbo. Martin Luther je tam imel pridigo 2. maja 1521. Leta 1525 je bila cerkev med Bauernkriegom močno poškodovana, v času reformacije pa je služila kot hlev. Ponovno je bila posvečena leta 1558. 23. marca 1685 je bil v cerkvi krščen Johann Sebastian Bach (še vedno je ohranjen krstni kamen iz 16. stoletja). Stolp je bil prizidan v letih 1898–1902.
- Cerkev sv. Nikolaja (luteranska), ki se nahaja na Karlsplatzu, je služila benediktinskemu samostanu, ki je bil nekoč na tem območju. Ta triladijska bazilika je bila zgrajena leta 1180. Velja za zadnji primer romanske arhitekture v Turingiji.
- Pridigarska cerkev (sekularizirana) na Predigerplatzu je bila del nekdanjega dominikanskega samostana (ustanovljen leta 1240 in katerega edine samostanske stavbe so ostale v mestu), ki se danes uporablja kot muzej srednjeveške umetnosti.
- Cerkev sv. Elizabete (rimokatoliška) na Sophienstraße je katoliška župnijska cerkev v Eisenachu, zgrajena v neogotskem slogu v 1880-ih.
- Cerkev svete Ane (luteransko) na Georgenstraße je leta 1226 ustanovila sveta Elizabeta skupaj z bolnišnico.

- Cerkev sv. Jurija
- Cerkev sv. Nikolaja
- Cerkev pridigarjev
- Cerkev svete Elizabete
- Cerkev svete Ane
- Kapela svetega Klemena
- Cerkev svetega Križa

### Gradovi in palače
- Najpomembnejši je grad Wartburg nad mestom.
- Stadtschloss (mestna palača) na severnem koncu Marktplatza je bila zgrajena med letoma 1742 in 1745. Ta palača je bila zgrajena po načrtih Gottfrieda Heinricha Krohneja, arhitekta vojvode Ernsta Avgusta I. Saško-Weimarskega.  Po letu 1777 je tu pogosto bival Johann Wolfgang von Goethe kot vojvodov predsednik vlade  Danes Stadtschloss deluje kot prizorišče posebnih razstav in kot muzej za umetniške in zgodovinske artefakte iz Turingije.
- Hellgrevenhof na Georgenstraße je del nekdanjega mestnega gradu, poimenovanega po Heinrichu Hellgrevu, bogatem meščanu, ki je tu živel v poznem 13. stoletju. Sestavljeno je iz petih stavb, najstarejša iz leta okoli 1200, čeprav je bila skozi stoletja večkrat spremenjena.
- Palača Bechtolsheim na Jakobsplanu je neoklasicistična palača, zgrajena v poznem 18. stoletju.
- Schloss Fischbach v okrožju Fischbach je majhen grad iz 17. stoletja.
- Jagdschloss Hohe Sonne je lovska koča južno od mesta v Turinškem gozdu. Zgrajena je bila sredi 18. stoletja v baročnem slogu.
- Alte Residenz na Esplanadi je ostanek nekdanje vojvodske rezidence, prezidane v renesančnem slogu po starejših predhodnikih.

- Wartburg
- Stadtschloss
- Palača Bechtolsheim
- Schloss Fischbach
- Jagdschloss Hohe Sonne
- Alte Residenz

### Spomeniki
- Bachov spomenik je leta 1884 zgradil Adolf von Donndorf. Figura v naravni velikosti, ki so jo financirali drugi znani glasbeniki, prikazuje Johanna Sebastiana Bacha v oblačilih zborovodje sv. Tomaža in lasulji. Stoji na Frauenplanu poleg Bachhausa.
- Spomenik Martinu Luthru na Karlsplatzu je zasnoval Adolf von Donndorf in je bil posvečen 4. maja 1895 ob 374. obletnici Luthrovega prihoda na grad Wartburg. Kip Martina Luthra v naravni velikosti na podstavku ima tudi reliefe, ki prikazujejo dogodke iz njegovega življenja, ki so vodili do in vključno z njegovim bivanjem v Eisenachu, ter naslov ene njegovih najbolj znanih hvalnic Ein feste Burg ist unser Gott (»Mogočna trdnjava je naš bog«).
- Burschenschaftsdenkmal (dobesedno: »Spomenik študentskim bratovščinam«) na hribu Göpelskuppe je bil zgrajen leta 1902. Spomenik stoji na hribu nasproti Wartburga v spomin na pripadnike liberalnega in nacionalističnega študentskega gibanja ter druge, ki so padli v boju za združeno Nemčijo med letoma 1864 in 1871. Spomenik, ki doseže višino 33 metrov in razglaša »Čast, svoboda in domovina«, je bil posvečen 22. maja 1902 in je bil leta 1933 razširjen v čast padlim svetovni vojni. Od ponovne združitve se bratovščine ponovno srečujejo v Eisenachu v spomin na demonstracije v preteklosti v Wartburgu.
- Spomenik Dejudaization Institute je bil odkrit 6. maja 2019 na začetku Bornstrasse. Plošča z besedilom, ki je vgrajena v spomenik, priznava krivdo cerkva, povzema delo in vpliv »Inštituta za dejudaizacijo« ter se spominja žrtev cerkvenega protijudovstva in antisemitizma.

- Bachov spomenik
- Luthrov spomenik
- Burschenschaftsdenkmal
- Spomenik "Inštituta za dejudaizacijo".